# 山内二郎
山内 二郎（やまうち じろう、1989年3月31日 - ）は日本の演歌歌手である。熊本県出身。レコード会社はエスプロレコーズ。

## 人物
熊本県阿蘇生まれ、大自然に囲まれて育つ。弱冠2歳でばってん荒川のショーに乱入し、演奏中の演歌に合わせて即興で踊り大喝采を浴びる。その時に人前に立つ快感を覚える。中学校の時にザ・ピーナッツのファンになり、それがきっかけで昭和歌謡・オールディーズの虜になる。高校卒業後音楽の専門学校に入り、ジャズやポップスを学び、在学中から卒業後もジャズでライブ活動を続ける。ジャズに行き詰まりを感じ迷走。改めてスタートしようと本来自分の好きな演歌歌謡曲を志し始めて、2012年10月、生まれて初めて出場したカラオケ大会「第13回全国縦断歌謡フェスティバル」で都はるみの『好きになった人』を歌い、ヤングミドル部門でチャンピオンを獲得する。それをきっかけにスカウトを受け、2013年の10月7日にエスプロレコーズより『恋の新幹線・帰ってきました渡り鳥』でﾃﾞCDビュー。現在は自身のラジオ番組『山内二郎のまごころ超特急』やコンサート、キャンペーン等で活躍中。

## 作品

### シングル
- 恋の新幹線（作詞：難波次郎/作曲：長浜千寿、2013年10月13日）
- 山内二郎 歌の旅（作詞：松崎もりき/作曲：長浜千寿、2015年06月25日）
- 豊後流転 / 酒（2017年03月30日）
- 富士山音頭（2017年07月15日）

## 出演

### テレビ
- 中山秀征の有楽町で逢いまSHOW、2016年01月27日/2016年02月03日 [2]

### ラジオ
- 山内二郎のまごころ超特急FM湘南ナパサ[3]